# Kirrwiller
Ne doit pas être confondu avec Kirviller ou Kirrweiler.
Kirrwiller (prononcé [kirvilɛr]) est une commune française de la plaine d'Alsace située au nord-ouest de Strasbourg, dans la circonscription administrative du Bas-Rhin et, depuis le 1er janvier 2021, dans le territoire de la Collectivité européenne d'Alsace, en région Grand Est.
Cette commune se trouve dans la région historique et culturelle d'Alsace, aux portes du parc naturel régional des Vosges du Nord.

## Géographie

### Localisation
Les communes voisines à 2 km de distance environ sont Issenhausen, Ringendorf, Bosselshausen.
Kirrwiller est située à 14,7 km de Saverne, 18,8 de Haguenau, à 30,6 km de Strasbourg dans la plaine d'Alsace.

### Communes limitrophes
Les communes limitrophes sont  Bosselshausen, Bouxwiller, Issenhausen, Obermodern-Zutzendorf et Ringendorf.

### Géologie et relief
Le ban communal de Kirrwiller est situé sur la région naturelle du pays de Hanau. Cette région fait encore partie des collines et terrasses loessiques d’Alsace.
Son territoire est marqué par ses entités naturelles telles que les vergers, quelques cours d’eau, les terres agricoles et les forêts.
La commune se compose de 35,30 hectares de territoires artificialisés (7,03 %), 455,36 hectares de territoires agricoles (90,71 %) et 11,02 hectares de forêts et milieux semi-naturels (2,20 %).
Espaces naturels :
- Un espace protégé Hors Natura 2000 :

Eckmatt. Terrain acquis (ou assimilé) par un Conservatoire d'espaces naturels.
- Deux zones naturelles d'intérêt écologique, faunistique et floristique (Znieff) :

Paysage de collines avec vergers du Pays de Hanau,
Colline de l'Heckberg à Kirrwiller et Ringendorf.

### Hydrographie et les eaux souterraines
Hydrogéologie et climatologie : Système d’information pour la gestion des eaux souterraines du bassin Rhin-Meuse :
Territoire communal : Occupation du sol (Corinne Land Cover); Cours d'eau (BD Carthage),
Géologie : Carte géologique; Coupes géologiques et techniques,
 Hydrogéologie : Masses d'eau souterraine; BD Lisa; Cartes piézométriques.

#### Réseau hydrographique
La commune est dans le bassin versant du Rhin au sein du bassin Rhin-Meuse. Elle est drainée par le ruisseau le Bachgraben et le ruisseau le Wappachgraben,,.
Le Bachgraben, d'une longueur de 13 km, prend sa source dans la commune de Bouxwiller et se jette  dans la Zorn à Hochfelden, après avoir traversé huit communes.

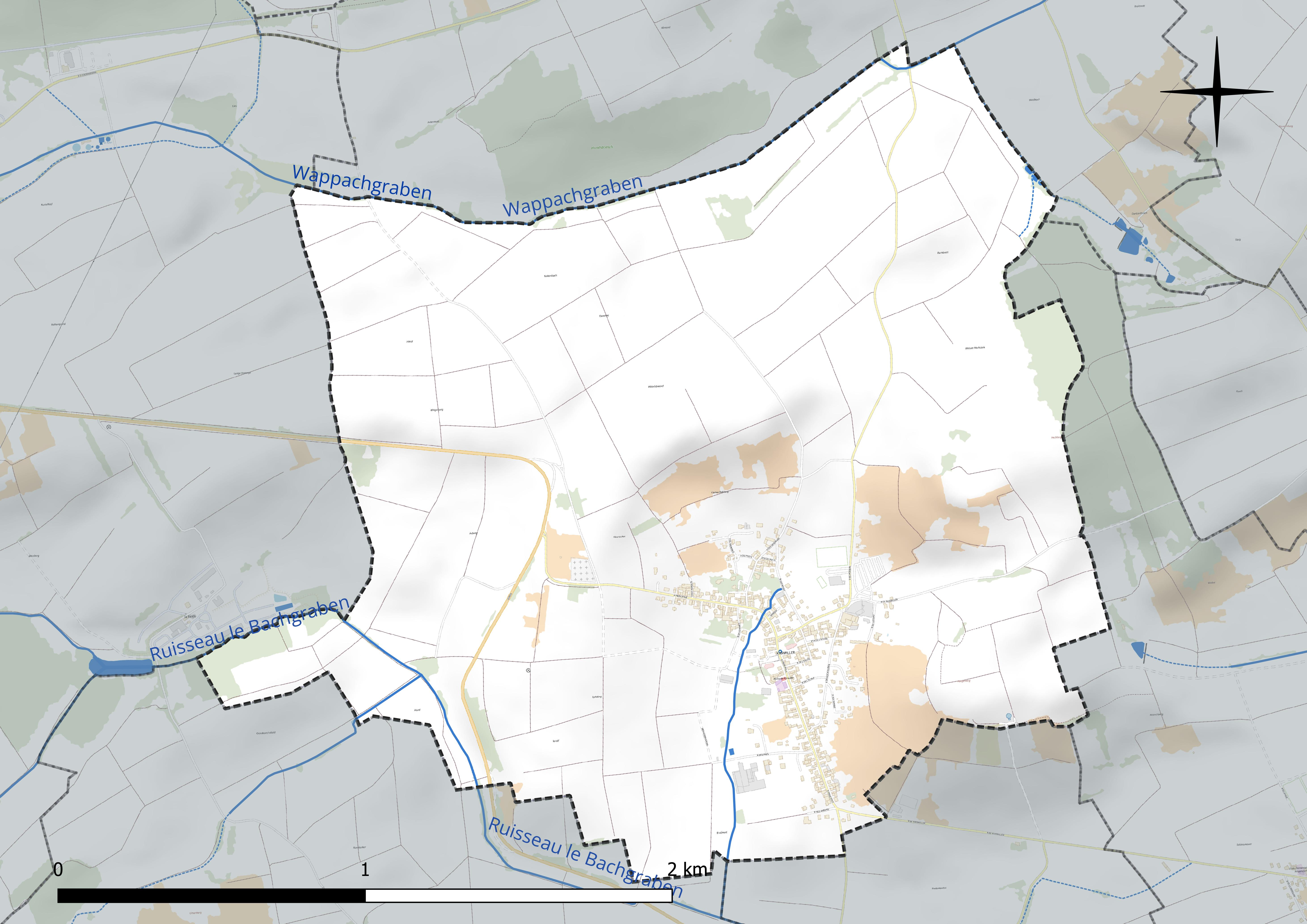
Réseau hydrographique de Kirrwiller.

#### Gestion et qualité des eaux
Le territoire communal est couvert par le schéma d'aménagement et de gestion des eaux (SAGE) « Moder ». Ce document de planification concerne le bassin versant de la Moder dont le territoire s'étend sur 1 720 km2. Le périmètre a été arrêté le 25 janvier 2006. La commission locale de l'eau a été créée le 12 juillet 2007, puis modifiée le 14 décembre 2021. La structure porteuse de l'élaboration et de la mise en œuvre est le Syndicat des eaux et de l’assainissement Alsace-Moselle (SDEA).
La qualité des cours d’eau peut être consultée sur un site dédié géré par les agences de l’eau et l’Agence française pour la biodiversité.

### Climat
Pour des articles plus généraux, voir Climat du Grand Est et Climat du Bas-Rhin.
En 2010, le climat de la commune est de type climat des marges montargnardes, selon une étude du Centre national de la recherche scientifique s'appuyant sur une série de données couvrant la période 1971-2000. En 2020, Météo-France publie une typologie des climats de la France métropolitaine dans laquelle la commune est exposée à un climat semi-continental et est dans la région climatique  Vosges, caractérisée par une pluviométrie très élevée (1 500 à 2 000 mm/an) en toutes saisons et un hiver rude (moins de 1 °C).
Pour la période 1971-2000, la température annuelle moyenne est de 10,5 °C, avec une amplitude thermique annuelle de 17,6 °C. Le cumul annuel moyen de précipitations est de 870 mm, avec 11,1 jours de précipitations en janvier et 10,5 jours en juillet. Pour la période 1991-2020, la température moyenne annuelle observée sur la station météorologique de Météo-France la plus proche, « Uhrwiller_sapc », sur la commune de Uhrwiller à 8 km à vol d'oiseau, est de 10,9 °C et le cumul annuel moyen de précipitations est de 740,0 mm. 
La température maximale relevée sur cette station est de 38,7 °C, atteinte le 7 août 2015 ; la température minimale est de −18 °C, atteinte le 20 décembre 2009,,.
Les paramètres climatiques de la commune ont été estimés pour le milieu du siècle (2041-2070) selon différents scénarios d'émission de gaz à effet de serre à partir des nouvelles projections climatiques de référence DRIAS-2020. Ils sont consultables sur un site dédié publié par Météo-France en novembre 2022.

### Milieux naturels et biodiversité

#### Zone naturelle d'intérêt écologique, faunistique et floristique
Tout le ban communal (489 ha) fait partie d’une zone naturelle d'intérêt écologique, faunistique et floristique ZNIEFF de type II, dénommée « Secteur de vergers ».

## Urbanisme

### Typologie
Au 1er janvier 2024, Kirrwiller est catégorisée commune rurale à habitat dispersé, selon la nouvelle grille communale de densité à sept niveaux définie par l'Insee en 2022.
Elle est située hors unité urbaine. Par ailleurs la commune fait partie de l'aire d'attraction de Strasbourg (partie française), dont elle est une commune de la couronne,. Cette aire, qui regroupe 268 communes, est catégorisée dans les aires de 700 000 habitants ou plus (hors Paris),.

### Occupation des sols
L'occupation des sols de la commune, telle qu'elle ressort de la base de données européenne d’occupation biophysique des sols Corine Land Cover (CLC), est marquée par l'importance des territoires agricoles (90,6 % en 2018), en diminution par rapport à 1990 (92,6 %). La répartition détaillée en 2018 est la suivante : 
terres arables (69,1 %), cultures permanentes (13,2 %), prairies (8,3 %), zones urbanisées (7 %), forêts (2,3 %). L'évolution de l’occupation des sols de la commune et de ses infrastructures peut être observée sur les différentes représentations cartographiques du territoire : la carte de Cassini (XVIIIe siècle), la carte d'état-major (1820-1866) et les cartes ou photos aériennes de l'IGN pour la période actuelle (1950 à aujourd'hui).

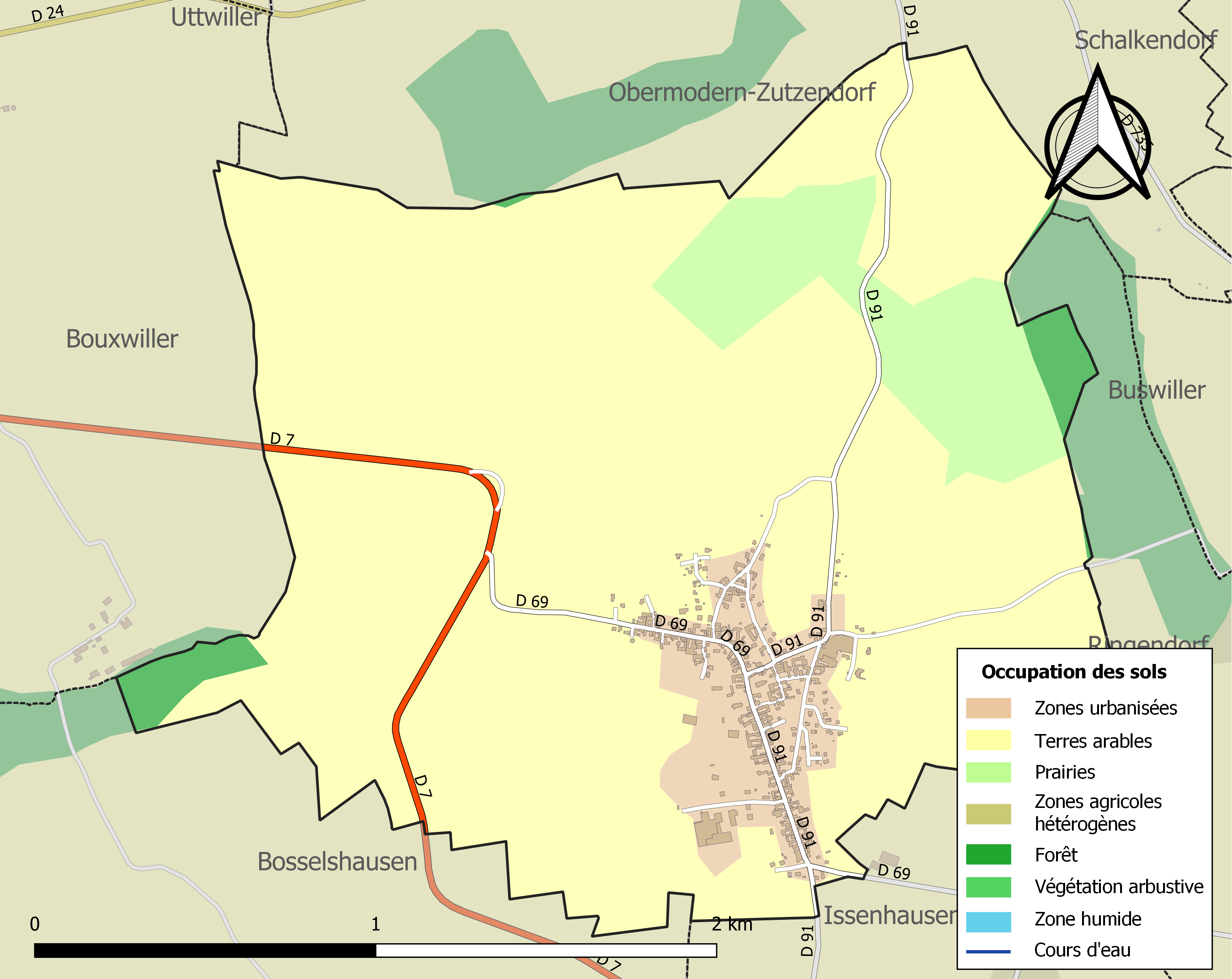
Carte des infrastructures et de l'occupation des sols de la commune en 2018 (CLC).

### Risques naturels et technologiques
Commune située dans une zone de sismicité 0, c’est-à-dire où le risque est négligeable.

### Voies de communications et transports

#### Voies routières
- Le principal axe routier qui traverse la commune est la route départementale 69. La commune est également traversée par la RD 91 qui relie la RD 7 à Obermodern.
- Autoroute de l'Est A4,

 45 Saverne : Saverne, Bouxwiller, Molsheim
 47 Haguenau & Échangeur autoroutier A340 : Haguenau, début de section gratuite.

#### Transports en commun

##### Bus

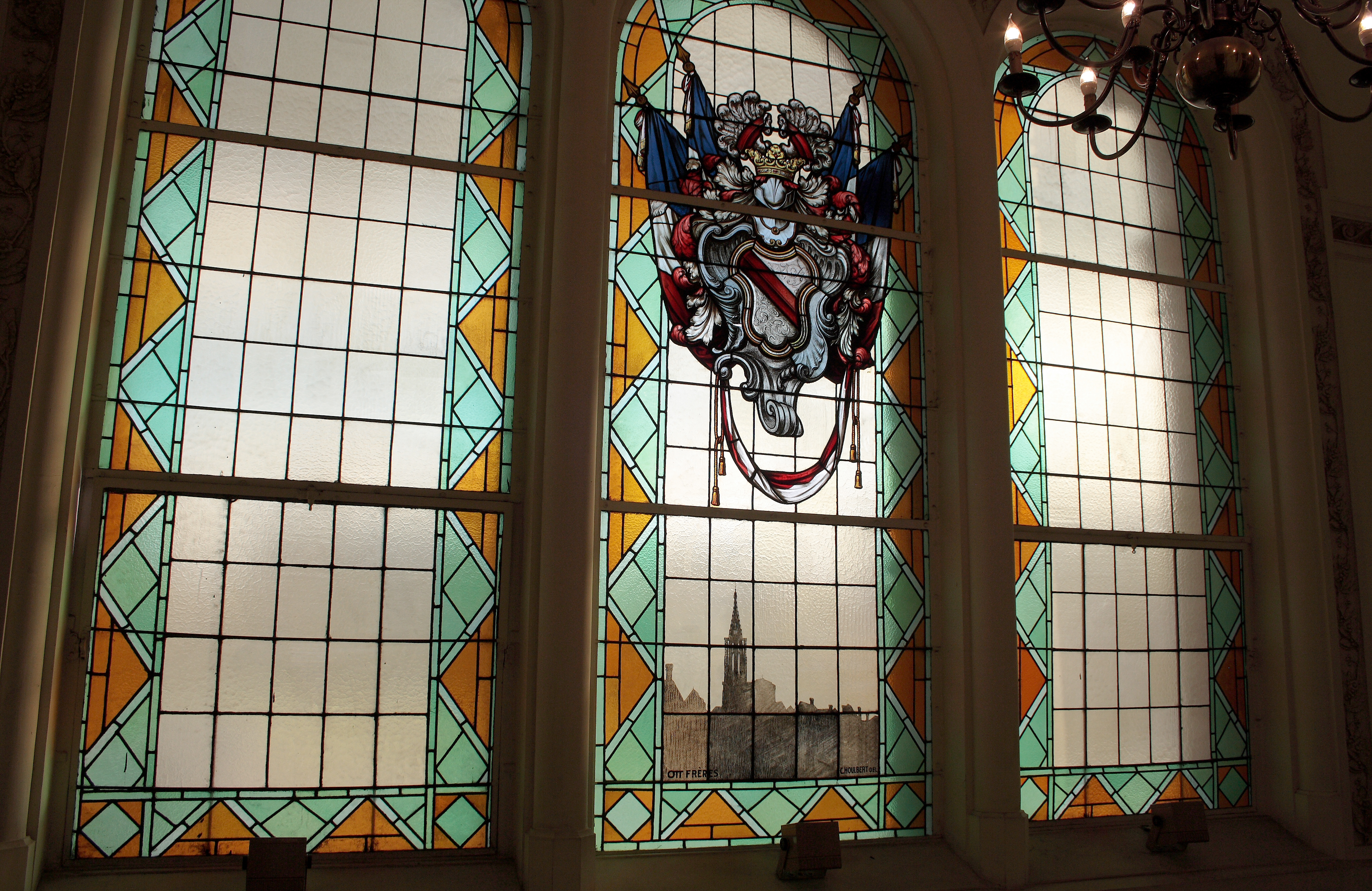
Gare de Strasbourg-Ville. La silhouette de la Cathédrale Notre-Dame, élément de la partie centrale du vitrail

- Réseau Ritmo[28].
- Transports en Alsace.

- Fluo Grand Est.

##### Gare et réseau ferré
- Gare de Haguenau,
- Gare de Saverne,
- Strasbourg,
- Tram vers Mulhouse[29].

#### Transports aériens
Les aéroports les plus proches sont :
- Aéroport de Strasbourg-Entzheim à 41 min[30].
- Aéroport de Karlsruhe-Baden-Baden à 54 min.

## Toponymie
Kirrviller (1793), Kirwiler (1801). L'origine du nom du village viendrait de Kirika (vieux haut allemand) ou Kirche (« église ») suivi du suffixe - villare, soit Kirrwiller : « le domaine de l'église ».

## Histoire
Sur la route romaine Brumath-Bouxwiller, Kirrwiller fut une station relais attestée par la découverte de diverses monnaies romaines dans le puits du village.
Kirrwiller fut, dès le Moyen Âge, église-mère d'une tradition qui perdura avec l'introduction de la Réforme. Christophe Soli, un disciple de Bucer, envoyé par celui-ci au comte de Hanau-Lichtenberg pour aider à mettre en œuvre la Réforme, fut pasteur à Kirrwiller de 1545 à 1547 qui desservait 9 villages.
Kirrwiller illustre la catholicisation pratiquée dans la région. En 1671, quelques sauniers lorrains s'y installèrent, formant le début de la paroisse catholique. Le simultaneum institué en 1687 perdurera jusqu'en 1912.
Une peinture murale de l'artiste alsacien Louis-Philippe Kamm (1882-1959), dans le chœur de l'église, présente le Christ qui bénit le village de Kirrwiller.
La commune a été fusionnée entre le 1er mars 1974 et le 1er janvier 2007 avec Bosselshausen.
À partir de 1980 le cabaret de music-hall Royal Palace fait sa renommée.
En 2013, la population légale est de 529 habitants. Village de milieu rural, Kirrwiller est intégrée dans la communauté de communes de Hanau-La Petite Pierre.

## Politique et administration

### Liste des maires
| Période                                  | Période      | Identité            | Étiquette | Qualité |
| ---------------------------------------- | ------------ | ------------------- | --------- | ------- |
| Les données manquantes sont à compléter. |              |                     |           |         |
| mars 2001                                | janvier 2007 | Georges Scholler    | Les Verts |         |
| janvier 2007                             | février 2007 | délégation spéciale |           |         |
| février 2007                             | 2020         | Patrice Dietler     |           |         |
| 2020                                     | En cours     | Gérard Halter       |           | [ 39 ]  |

### Budget et fiscalité 2023

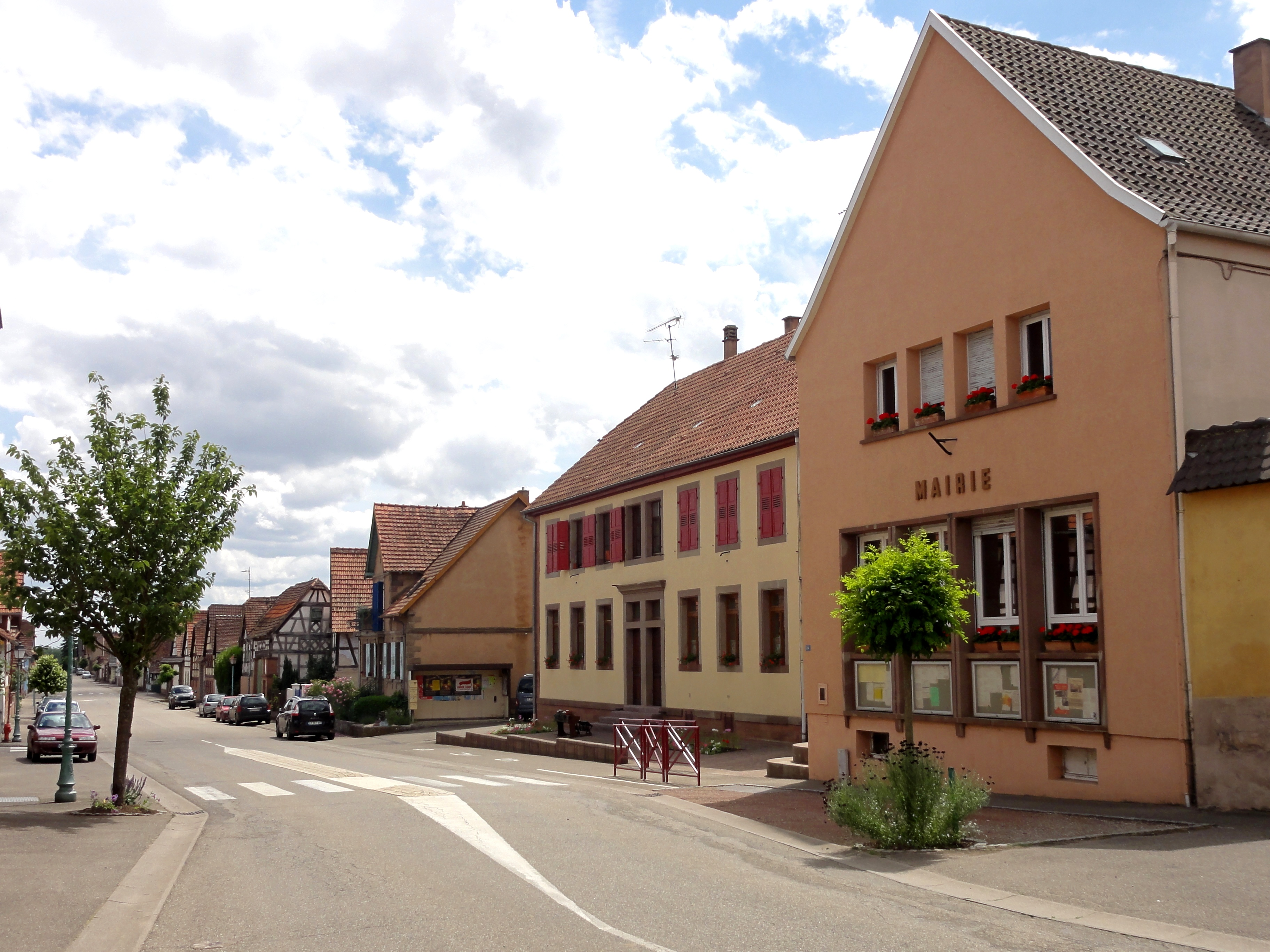
Rue principale et la mairie.

En 2023, le budget de la commune était constitué ainsi :
- total des produits de fonctionnement : 419 000 €, soit 776 € par habitant ;
- total des charges de fonctionnement : 329 000 €, soit 609 € par habitant ;
- total des ressources d'investissement : 116 000 €, soit 214 € par habitant ;
- total des emplois d'investissement : 77 000 €, soit 142 € par habitant ;
- endettement : 1 040 000 €, soit 1 922 € par habitant.

Avec les taux de fiscalité suivants :
- taxe d'habitation : 12,71 % ;
- taxe foncière sur les propriétés bâties : 26,03 % ;
- taxe foncière sur les propriétés non bâties : 60,61 % ;
- taxe additionnelle à la taxe foncière sur les propriétés non bâties : 0 % ;
- cotisation foncière des entreprises : 0 %.

Chiffres clés Revenus et pauvreté des ménages en 2021 : médiane en 2021 du revenu disponible, par unité de consommation : 262 700 €.

## Équipements et services publics

### Enseignement
Établissements d'enseignements,
- École maternelle,
- École primaire,
- Collèges à Bouxwiller, Hochfelden, Ingwiller,
- Lycées à Bouxwiller, Hochfelden, Saverne, Brumath.

### Santé
Professionnels et établissements de santé :
- Médecins à Alteckendorf, Ingwiller, Pfaffenhoffen, La Walck,
- Pharmacies à  Ingwiller, La Walck, Pfaffenhoffen,
- Hôpitaux à  Ingwiller, Saverne,
- Hôpitaux universitaires de Strasbourg.

## Population et société

### Démographie

#### Évolution démographique
L'évolution du nombre d'habitants est connue à travers les recensements de la population effectués dans la commune depuis 1793. Pour les communes de moins de 10 000 habitants, une enquête de recensement portant sur toute la population est réalisée tous les cinq ans, les populations de référence des années intermédiaires étant quant à elles estimées par interpolation ou extrapolation. Pour la commune, le premier recensement exhaustif entrant dans le cadre du nouveau dispositif a été réalisé en 2008.

En 2022, la commune comptait 535 habitants, en évolution de −3,25 % par rapport à 2016 (Bas-Rhin : +3,17 %, France hors Mayotte : +2,11 %).
| 1793 | 1800 | 1806 | 1821 | 1831 | 1836 | 1841 | 1846 | 1851 |
| ---- | ---- | ---- | ---- | ---- | ---- | ---- | ---- | ---- |
| 470  | 372  | 567  | 673  | 690  | 688  | 675  | 685  | 707  |

| 1856 | 1861 | 1866 | 1871 | 1875 | 1880 | 1885 | 1890 | 1895 |
| ---- | ---- | ---- | ---- | ---- | ---- | ---- | ---- | ---- |
| 634  | 641  | 638  | 599  | 597  | 600  | 616  | 635  | 630  |

| 1900 | 1905 | 1910 | 1921 | 1926 | 1931 | 1936 | 1946 | 1954 |
| ---- | ---- | ---- | ---- | ---- | ---- | ---- | ---- | ---- |
| 616  | 610  | 598  | 492  | 513  | 520  | 513  | 486  | 468  |

| 1962 | 1968 | 1975 | 1982 | 1990 | 1999 | 2006 | 2008 | 2013 |
| ---- | ---- | ---- | ---- | ---- | ---- | ---- | ---- | ---- |
| 470  | 444  | 606  | 631  | 647  | 684  | 511  | 512  | 529  |

| 2018 | 2022 | - | - | - | - | - | - | - |
| ---- | ---- | - | - | - | - | - | - | - |
| 528  | 535  | - | - | - | - | - | - | - |

### Vie associative
- Mouvement associatif[48]
  - de la communauté de communes de Hanau-La Petite Pierre,
  - Initiative Association Kirrwiller Animation,
  - Maison des jeunes et de la culture,
  - Association Humanitaire ELIKYA[49],
  - Tennis club,
  - Amicales des sapeurs pompiers,
  - Paroisses catholiques et protestantes.

### Cultes
- Culte catholique, communauté de paroisses Pays du Bastberg et de La Petite-Pierre[50],
- Culte protestant[51]. Christophe Soli[35], disciple de Martin Bucer, envoyé par celui-ci au comte de Hanau-Lichtenberg, fut pasteur à Kirrwiller de 1545 à 1547[51].
- Culte israélite à la synagogue de Haguenau et à Strasbourg.

## Économie

### Entreprises et commerces

#### Agriculture
- Culture de céréales, de légumineuses et de graines oléagineuses.
- Élevage d'ovins et de caprins.

#### Tourisme
- (fr) Site officiel de l'Office de Tourisme du pays de Hanau et du Val de Moder.
- (mul) Royal-Palace. Spectacle-restaurants-Lounge Club.
- Chambres d'hôtes.
- Hébergement touristique et galerie d'art[52].
- L’ancienne Auberge « A la Charrue » dont le Hofname est « S’Bierles »[53].

#### Commerces  et services
- Commerces de proximité dans les villages environnants[54].
- Boucherie-charcuterie, traiteur.
- Commerce de détail de viandes et de produits à base de viande en magasin spécialisé.
- Services divers[55].

## Culture locale et patrimoine

### Lieux et monuments

#### Patrimoine religieux
- L’église Saint-Martin[56], dont la première pierre fut posée en 1911, de l’architecte Joseph Muller[57]

Patrimoine mobilier :
* 2 statues : saint Martin, sainte Odile et reliefs, par Charles « Edouard » Rompel (sculpteur),
* Statue de procession de la Vierge de l'Immaculée Conception,
* Maître-autel,
* Ensemble de 2 tableaux,
* Pendant la Première Guerre mondiale, deux cloches sur les trois avaient été fondues. En 1925, deux nouvelles cloches les ont remplacées.
* L'orgue, de Willy Meurer, facteur d'orgue à Rohrbach-les-Bitche est de 1974.
- L'église paroissiale Saint-Remi, puis église protestante[65] :

Peinture murale de l'artiste alsacien Louis-Philippe Kamm (1882-1959), dans le chœur de l'église.
Patrimoine mobilier :
* Cloches de 1714 et 1812.
* Orgue,,
* Autel protestant.
* Le mécanisme d’horloge installé en 1885 dans le clocher de l’église protestante,
* Dalle funéraire de 1344 (?).
- Patrimoine mobilier recensé par le service de l'inventaire[74].
- Les presbytères catholiques[75] et protestants[76].
- Monument aux morts[77],[78] : conflits commémorés : guerres franco-allemande de 1914-1918 et 1939-1945.
- Croix de chemins[79] et croix funéraires[80].
- Croix de cimetière[81],[82].

#### Patrimoine civil
- Patrimoine rural recensé par le service régional de l'Inventaire général du patrimoine culturel[83] :

Maisons et Fermes recensées par le service régional de l'inventaire,,,,,,,,,,,,,,,,,,,,,,.

### Patrimoine culturel
Kirrwiller est connue depuis 1980 pour son cabaret de music-hall situé sur la rue de Modern, le Royal Palace.
Aujourd’hui, le Royal Palace emploie environ 100 personnes, dont 34 artistes, et accueille près de 200 000 clients par an.
Pierre Meyer le magicien du Royal Palace de Kirrwiller,.

### Galerie

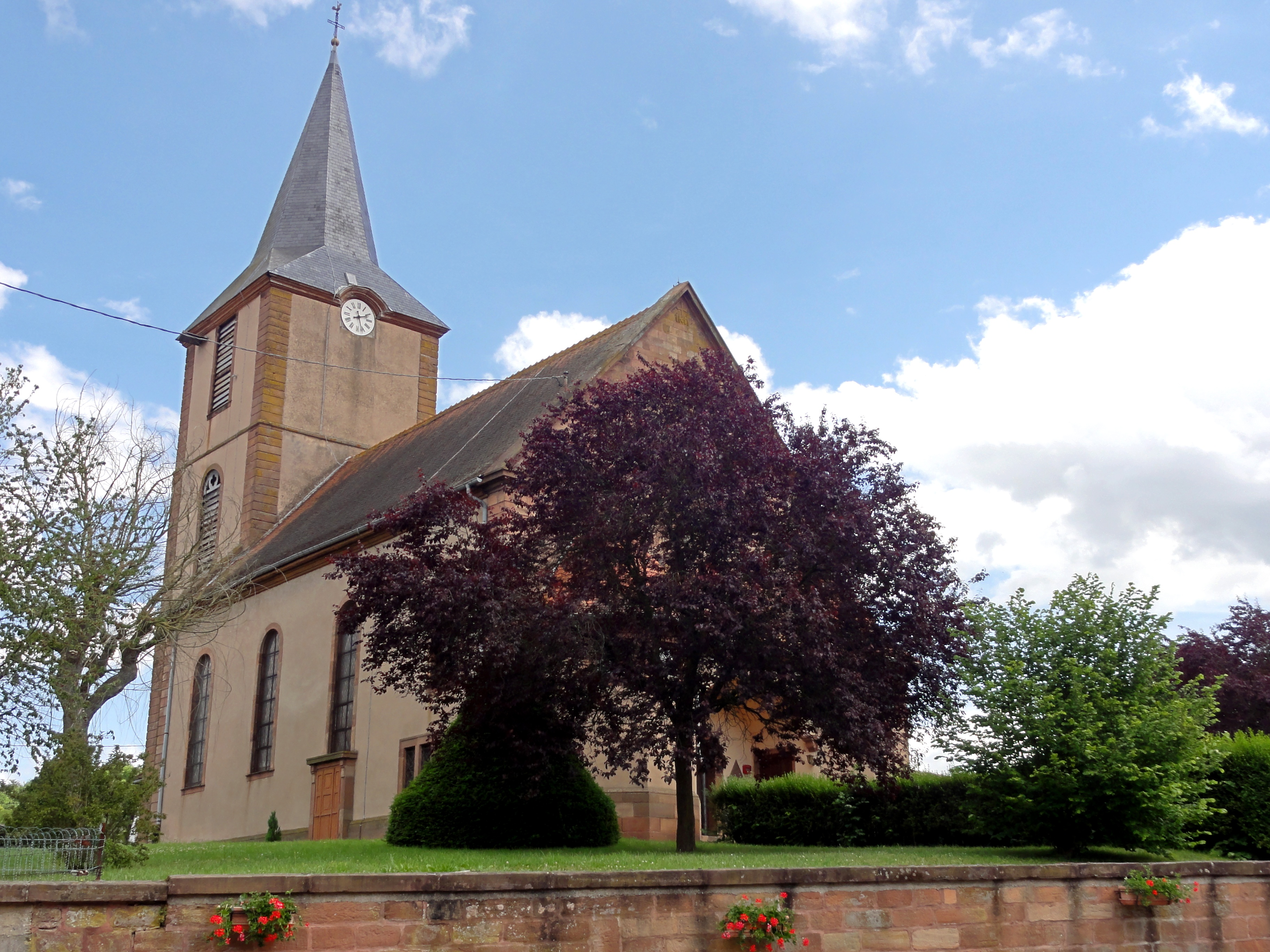
Église protestante[112].
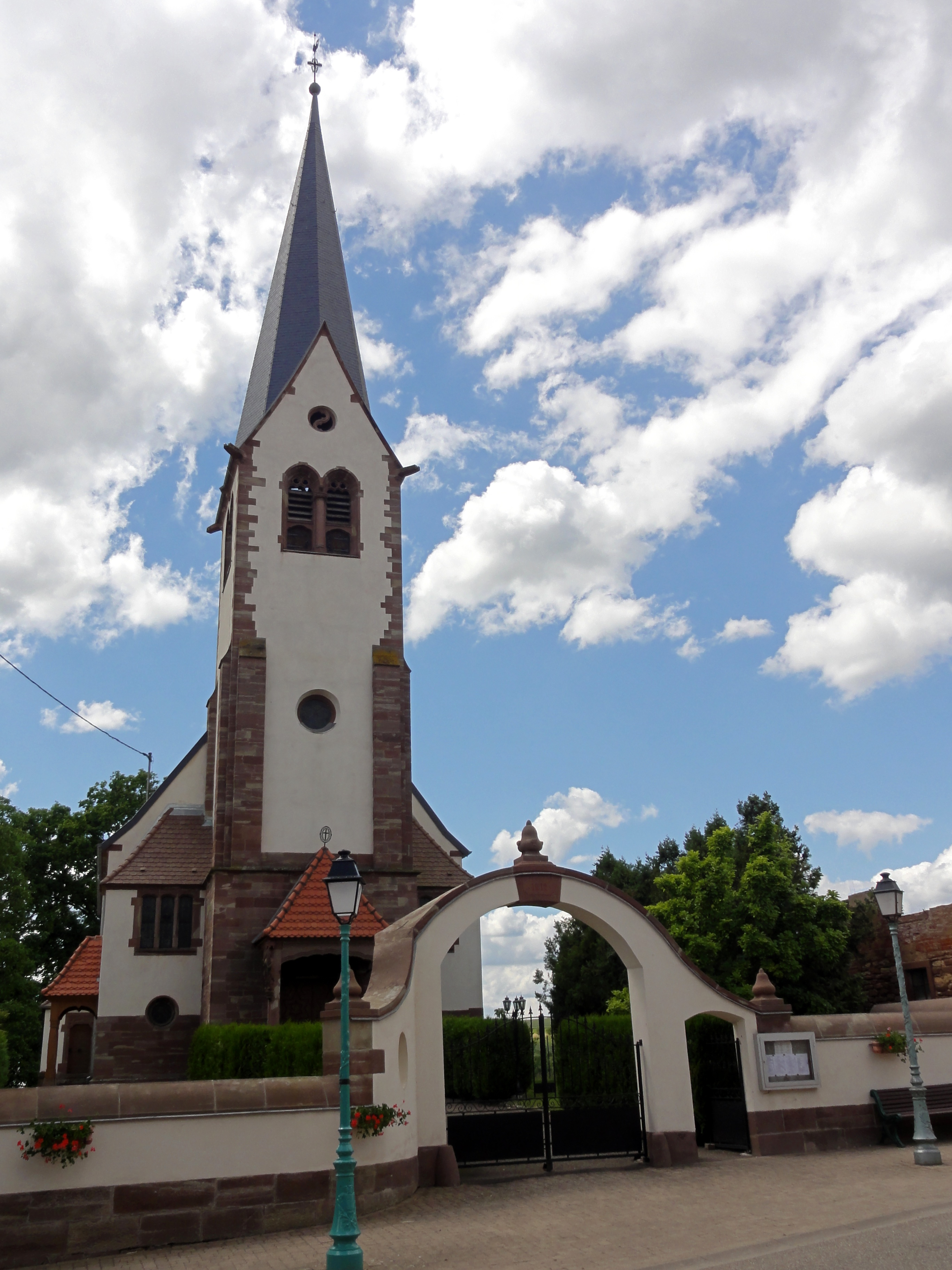
L'église Saint-Martin[113].
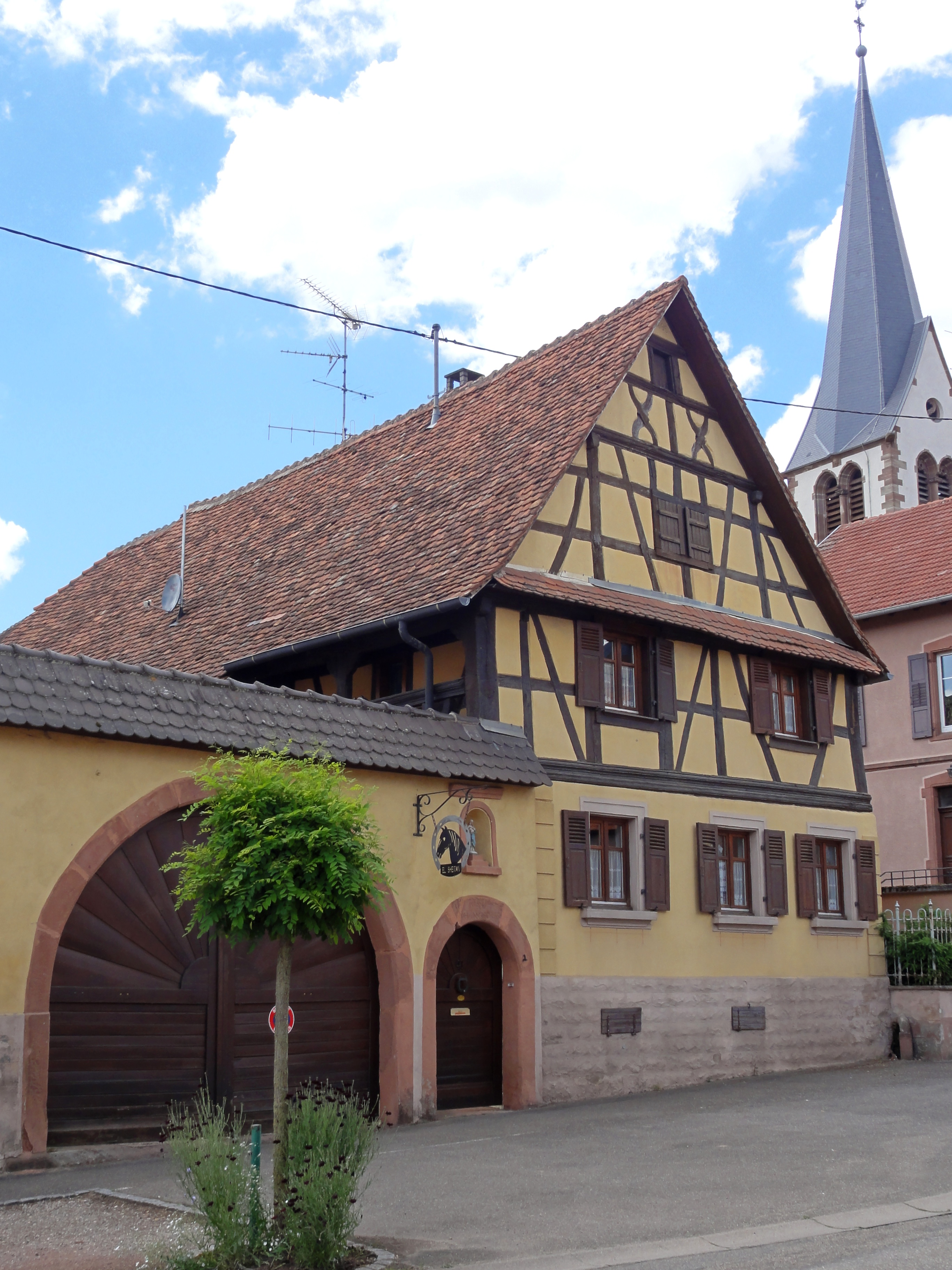
Ferme (XVIIe-XVIIIe), 41 rue Principale[114].
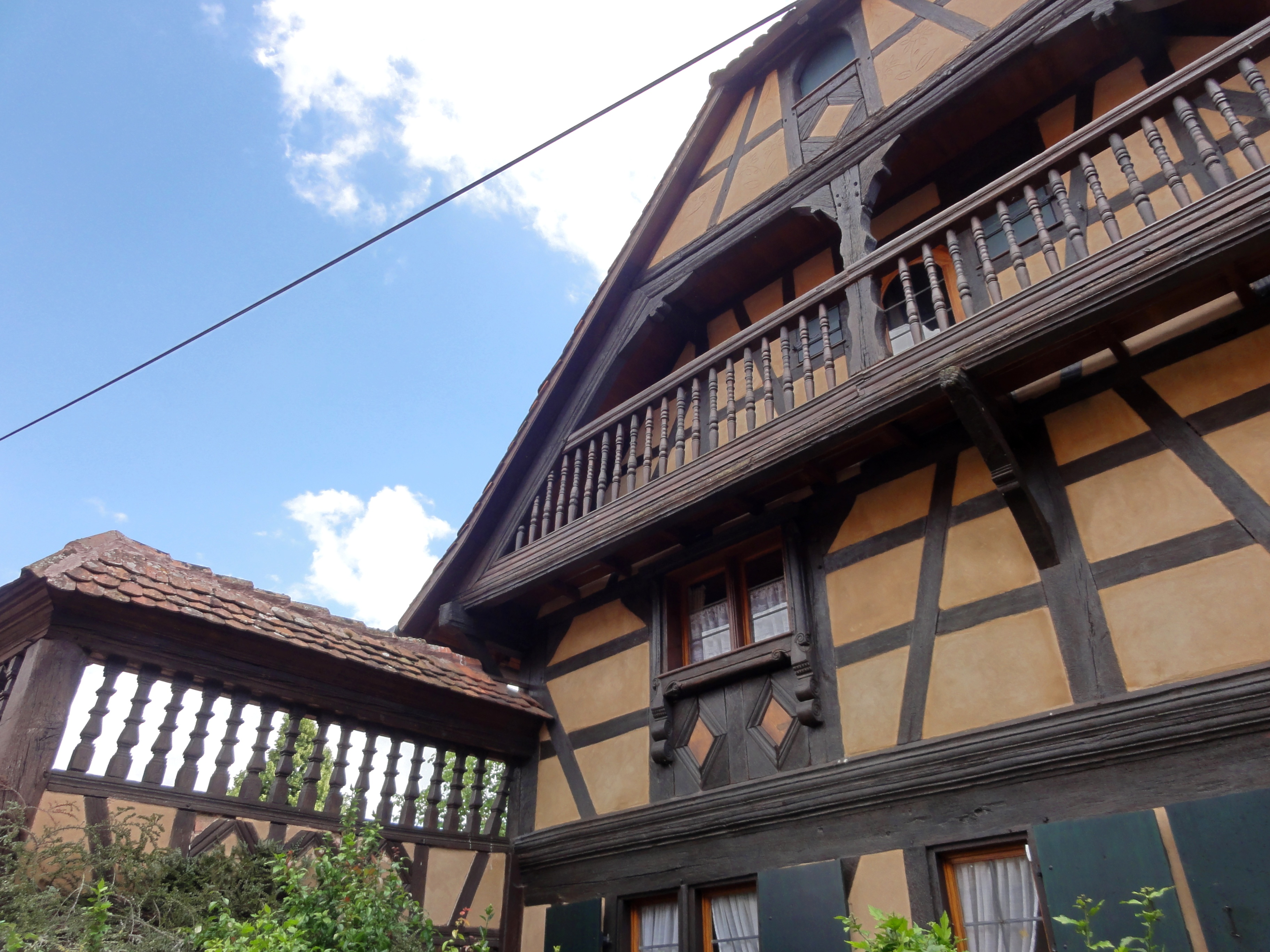
Ferme (1701), 4 rue de l'Église[115].
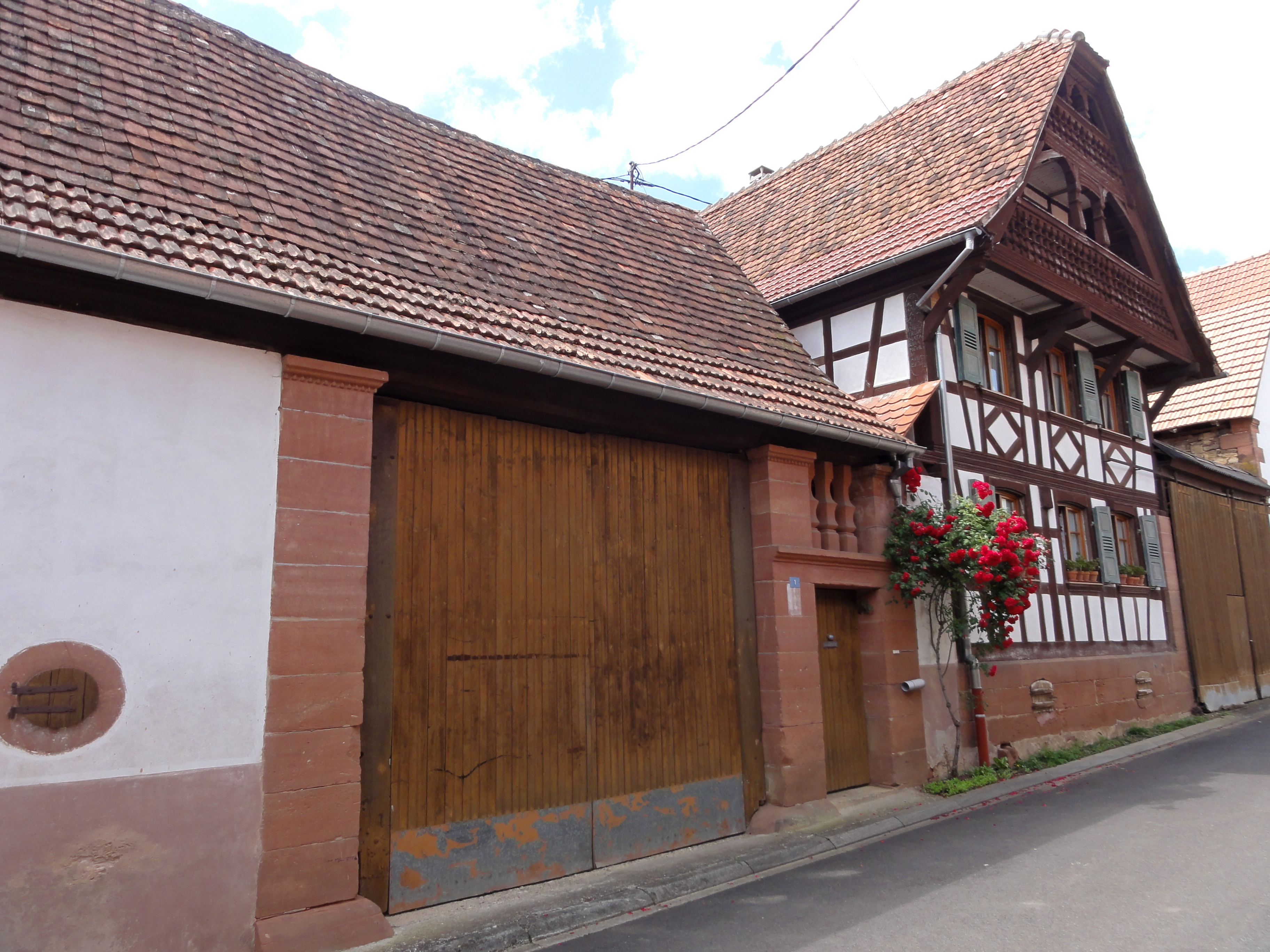
Ferme (1825), 1 rue de l'Église (Maison "Schini")

### Personnalités liées à la commune
- Pierre Meyer, né le 29 octobre 1952 à Bouxwiller est le créateur et dirigeant du cabaret le Royal Palace à Kirrwiller.
- Joseph Fernbach, Médaillé de Sainte-Hélène, 20e régiment de dragons, 15e régiment de dragons 1812-1815[117].

### Héraldique
| Blason de Kirrwiller | Blason  | Parti : au premier d'argent à la crosse de gueules, au second de gueules au col de cygne arraché d'argent. |
| Blason de Kirrwiller | Détails | |